# Viettesia pantherina
Viettesia pantherina är en fjärilsart som beskrevs av De Toulgoët 1959. Viettesia pantherina ingår i släktet Viettesia och familjen björnspinnare. Inga underarter finns listade i Catalogue of Life.